# Mathilde Feld
Mathilde Feld, née le 28 avril 1969 à Rueil-Malmaison, est une femme politique française élue députée en juillet 2024.

## Parcours politique
Elle est présidente de la communauté de communes du Créonnais de 2014 à 2020.
Mathilde Feld est candidate une première fois aux élections législatives de 2022 dans la douzième circonscription de la Gironde. Elle est battue de 184 voix par le candidat de la majorité présidentielle Pascal Lavergne.
Lors des élections législatives anticipées de 2024, elle est élue au second tour face au candidat du RN Rémy Berthonneau. Le député sortant Pascal Lavergne s'était retiré entre les deux tours pour faire barrage à l'extrême-droite.
Mathilde Feld siège en commission des finances. Elle est nommée co-rapporteure en charge de la lutte contre l’évasion fiscale avec Nicolas Sansu, député GDR du Cher. En novembre 2024 les deux députés font paraître leur rapport sur le sujet. Ils dénoncent un «manque de volonté politique» de la part des gouvernements successifs depuis 2017 et dressent une liste de 17 recommandations pour mieux lutter contre la fraude et l’évasion fiscales. On retrouve parmi ces recommandations l’instauration d’un impôt plancher de 2% sur le patrimoine des milliardaires; une mesure inspirée par les travaux de l’économiste Gabriel Zucman. En juin 2025, les deux parlementaires publient un rapport spécifique sur les règlements d’ensemble, fustigeant cette pratique «opaque» et «coûteuse» de l’administration fiscale, ne bénéficiant qu’aux plus fortunés. 
Elle est également membre du pôle parlementaires regroupant des députés et sénateurs opposés aux projets de LGV dans le Sud-Ouest. En novembre 2024, son amendement sur le Projet de Loi de Finances 2025 visant à supprimer la taxe spéciale d’équipement, qui finance les travaux pour la LGV, est adopté lors de l'examen du texte en première lecture à l’Assemblée nationale. 
En mai 2025, elle fait partie des 28 députés LFI qui votent contre la résolution concernant la libération de Boualem Sansal, écrivain franco-algérien emprisonné à Alger, décision qui déclenche de vives critiques des autres partis représentés au Parlement. Les parlementaires LFI dénoncent, eux, dans cette résolution « une manœuvre d’instrumentalisation politicienne ». Le groupe LFI-NFP avait proposé un amendement de réécriture de la résolution demandant «la libération immédiate de Boualem Sansal au nom de la liberté d’expression, sans autre condition».

## Synthèse des résultats électoraux

### Élections législatives
| Année | Parti     | Parti       | Circonscription   | 1er tour | 1er tour | 1er tour | 2d tour | 2d tour | 2d tour |
| Année | Parti     | Parti       | Circonscription   | Voix     | %        | Rang     | Voix    | %       | Issue   |
| ----- | --------- | ----------- | ----------------- | -------- | -------- | -------- | ------- | ------- | ------- |
| 2022  |           | LFI (NUPES) | 12e de la Gironde | 14 455   | 26,94    | 1re      | 20 181  | 49,77   | Battue  |
| 2024  | LFI (NFP) | 18 042      | 12e de la Gironde | 28,85    | 2e       | 28 514   | 50,42   | Élue    |         |